# Carlton Barrett
Pour les articles homonymes, voir Barrett.
Carlton "Carly" Barrett (né le 17 décembre 1950 en Jamaïque - mort le 17 avril 1987 en Jamaïque) est un musicien jamaïcain plus particulièrement connu comme ayant été le batteur de Bob Marley and The Wailers à partir de 1969.
Avec son frère Aston "Family man", Carlton "Carly" Barrett coécrivit "Talkin' Blues" et apparut ensuite sur tous les albums des Wailers. Avec les beats de Carlton et la basse de son frère Aston, la section rythmique des Wailers sema les graines du reggae international actuel.
Encore adolescent, il construisit sa première batterie avec plusieurs boîtes de peinture vides, et fut premièrement influencé par Lloyd Knibbs, le grand batteur des Skatalites. Lui et son frère Aston ont été élevés à Kingston et ont absorbé le son "ska" émergeant. Le Basse / Batterie  "one drop " typique du reggae roots reprend la rythmique du ska ; la grosse caisse est alors jouée sur le 3e temps de la mesure tandis que c'est la basse "gonflée" qui marque le 1er temps.
Les frères Barrett ont commencé à se faire connaître avec leur groupe The Hippy Boys. Ils commencèrent à travailler avec Lee "Scratch" Perry, et enregistrèrent un tube international, "Return of Django," sous le nom The Upsetters.
Les frères se joignirent aux Wailers en 1969-70 pour plusieurs singles : "My cup (Runneth over)", "Duppy conqueror", "Soul rebel", et "Small axe". Ces morceaux firent partie d'un double album que Perry sortit : "SOUL REBELS" et "SOUL REVOLUTION", et formèrent les précoces fondations du son "One Drop".
Bien qu'à l'origine des Wailers, Peter Tosh et Bunny Livingston quittèrent le groupe en 1973. Carlton et Aston restèrent avec Bob Marley et enregistrèrent "NATTY DREAD" en 1974. Carlton est crédité comme compositeur pour deux morceaux de "NATTY DREAD" : "Talkin' blues" et "Them belly full" bien qu'en réalité, ce soit Bob Marley qui a composé ces deux chansons.
Régulièrement présent, Carlton restera avec les Wailers en studio et en tournée jusqu'à la mort de Bob Marley en 1981. Son style distinctif peut être entendu sur chacun des enregistrements des Wailers produits depuis 1969.
Son dernier morceau enregistré sera Jerusalem. Le vendredi 17 avril 1987, Carlton Barrett fut brutalement assassiné alors qu'il ouvrait le portail de sa maison vraisemblablement par un tueur à gages payé par sa femme,.
Carlton Barrett jouait sur des cymbales Zildjian K et sur une batterie Ludwig.
Son assassinat s'ajoute aux  chanteur tués en Jamaïque dans les années 1980 : Hugh Mundell et Prince Far I en 1983, ou Peter Tosh, assassiné chez lui le 11 septembre 1987. Enfin King Tubby, lui, sera également assassiné lors d'un cambriolage en février 1989.
En 2022 un hommage a été rendu pour l'anniversaire de la naissance de King Tubby.
Son frère Aston a pris le relais, quant à lui, après la mort initial de leurs fondateurs.

## Sources
- Biographie du site officiel de Bob Marley
- Best-drummer.com: Carlton Barrett
- https://www.famillerock.com/barrett-belushi-berry/, Biographie la plus récente trouvée sur ce sujet
- https://mytaratata.com/artistes/the-wailers, Chronologie du groupe